# جدعون كورين
جدعون كورين (بالعبرية: גידי קורן‏) هو كاتب أغاني وطبيب وملحن وكاتب مسرحي وأستاذ جامعي إسرائيلي وكندي، ولد في 1947 في تل أبيب في إسرائيل.

## وصلات خارجية
- الموقع الرسمي
- جدعون كورين على موقع ميوزك برينز (الإنجليزية)